# Ignacy Dominik Fijałkowski
Ignacy Dominik Fijałkowski (ur. 13 lipca 1783 w Andrychowie, zm. 26 sierpnia 1855 w Zawidzu) – polski lekarz, profesor Królewskiego Uniwersytetu Warszawskiego.

## Życiorys
Urodził się 13 lipca 1783 jako syn Bartłomiej i Magdaleny (z d. Zagórska) w Andrychowie. Dzieciństwo i pierwsze nauki pobierał w rodzinnym mieście. Na dalsze nauki został wysłany do Kolegium Pijarów w Podolińcu a następnie do Królewskiego Liceum w Zamościu. W 1801 rozpoczyna studia filozofii i teologii na Uniwersytecie Wiedeńskim by ostatecznie uzyskać tytuł doktora na wydziale medycyny na podstawie publicznie obronionej pracy "De fistula ani et castratione".
W 1809 przybywa do Warszawy i rozpoczyna praktykę lekarską w Szpitalu Św.Rocha. W lipcu następnego roku zostaje mianowany naczelnym lekarzem w 1 Dywizji Wojska Polskiego Księstwa Warszawskiego. W 1813 rozpoczyna pracę w Szpitalu Dzieciątka Jezus i pracuje w nim jako naczelny lekarz do 1840.
Stanowisko profesora Kliniki Położniczej Królewskiego Uniwersytetu Warszawskiego obejmuje w 1823  oraz kieruje szkołą akuszerek. W trakcie powstania listopadowego prowadzi z zaangażowaniem i poświęceniem lazaret wojskowy, i podziękowaniu został publicznie wyróżniony w prasie warszawskiej przez ówczesnego gubernatora Warszawy gen. Krukowieckiego.
W 1834 Fijałkowski zostaje dyrektorem oraz wykładowcą reaktywowanego Instytutu Położnictwa w Warszawie. Od 1838 zasiada w Radzie Lekarskiej Królestwa Polskiego i w następnym roku zostaje członkiem honorowym Paryskiego Towarzystwa Naukowego Fizyki i Chemii. Był współzałożycielem Towarzystwa Lekarskiego Warszawskiego i członkiem Towarzystwa Lekarskiego Wileńskiego, Towarzystwa Królewskiego Przyjaciół Nauk w Warszawie, Towarzystwa Dobroczynności.
W uznaniu zasług w 1829 Izydor Fijałkowski został odznaczony Orderem św. Stanisława a następnie św. Włodzimierza IV klasy. W roku 1840 zostało mu nadane szlachectwo i prawo do herbu Czarnowron.
Po przejściu na emeryturę zakupuje w 1851 majątek Zawidz i w następnym roku wyprowadza się z Warszawy. Przenosi się tam razem ze swoją drugą żoną Marianną Barbarą (z d. Mariańska) oraz trójką dzieci: Zygmuntem, Tytusem i córką Lojolą Wandą.
W czerwcu 1853 umiera jego żona i w dwa lata później, 26 sierpnia 1855 w swoim majątku umiera Ignacy Dominik Fijałkowski. Pochowany został na cmentarzu w Zawidzu Kościelnym.

## Publikacje
W swojej pierwszej publikacji "Początki chirurgii" zawarł doświadczenia z pracy w wojsku: klasyfikację ran, sposoby usuwania ciał obcych, opatrywania i leczenia ran. 
- Początki chirurgii, Wrocław 1811[1]
- Rozprawa mająca za cel oświecenie ludu wiejskiego w Polsce, czego ma się wystrzegać, dla uniknięcia niewczesnej śmierci i słabości rozmaitych, Warszawa 1819
- Uber das Kindbetterinnenfieber, Warszawa 1829
- O używaniu occianu ołowiu (sacharum saturni) w wypróżnieniach niszczących, Warszawa
- Trzy spostrzeżenia dr. Fijałkowskiego o skołowaceniu ciała, Warszawa
- Zbiór wszelkich wiadomości potrzebnych akuszerce, Warszawa 1842